# Paralacydes punctistrigata
Paralacydes punctistrigata är en fjärilsart som beskrevs av Rothschild 1910. Paralacydes punctistrigata ingår i släktet Paralacydes och familjen björnspinnare. Inga underarter finns listade i Catalogue of Life.